# 峯一雄
峯 一雄（みね かずお、1961年9月26日 - ）は、構成作家で放送作家集団カンケリクラブの社長。山口県宇部市出身。法政大学卒業。

## 現在のレギュラー構成番組
NHK
- 「トップランナー」
- 「迷宮美術館」

テレビ朝日
- 「草野☆キッド」

BS朝日
- 「be MEDICAL」

BS日テレ
- 「Girl's BOX TV」

文化放送
- 「就職戦士ブンナビ!」

## 過去のレギュラー構成番組
文化放送
- 「小倉智昭の時計の針はいま何時」
- 「寺島・藤井のジャストミート」
- 「チャレンジ!梶原放送局」

テレビ朝日
- 「PRE☆STAGE」
- 「M10」
- 「H・I・P」
- 「ＴＶタイムマシン」
- 「桃かん」
- 「AXEL」
- 「てんこもり!」

NHK
- 「ソリトン金の斧銀の斧」
- 「ソリトンSIDE-B」
- 「ソリトン」

日本テレビ
- 「ナイトエクスプレス」

テレビ東京
- 「ミミヨリ～ナ」
- 「シネマDO」
- 「トーキョーf」

名古屋テレビ
- 「POWER JAM」

BS朝日
- 「フィーチャーパイレーツ」

そのほか、NHK「サッカー日本代表特番」、TBS「あの人はいま特番」、DVD「横峯さくら・良郎　娘をプロゴルファーにする方法」などを手がける。